# Tofigh Jahanbakht
Tofigh Jahanbakht (pers. جهانبخت توفی; ur. 9 lutego 1931 w Sarabie, zm. 28 kwietnia 1970 w Londynie) – irański zapaśnik walczący w stylu wolnym. Brązowy medalista olimpijski z Helsinek 1952, w kategorii 67 kg.
Mistrz świata w 1954. Wicemistrz igrzysk azjatyckich w 1958. Drugi w Pucharze Świata w 1958 roku.